# Éric Berthon
Éric Berthon (* 10. Oktober 1961 in Mülhausen, Haut-Rhin) ist ein ehemaliger französischer Freestyle-Skier. Er war auf die Buckelpisten-Disziplin Moguls spezialisiert. In dieser Disziplin wurde er 1986 erster Weltmeister, später gewann er eine Bronzemedaille und drei Einzelwettkämpfe im Weltcup. 

## Biografie
Éric Berthon gab im März 1984 in Tignes sein Debüt im Freestyle-Skiing-Weltcup. Gleich bei seinem zweiten Wettkampf im darauffolgenden Dezember gelang ihm mit Rang zwei sein erster Podestplatz. Danach klassierte er sich regelmäßig unter den besten zehn und reiste 1986 als Mitfavorit zu den Weltmeisterschaften nach Tignes. Ohne zuvor einen Weltcup gewonnen zu haben, setzte sich Berthon gegen die Konkurrenz durch und kürte sich zum ersten offiziellen Weltmeister der Freestyle-Geschichte.
Im Weltcup etablierte er sich mit weiteren Podestplätzen an der Spitze und erreichte je zwei zweite und dritte Gesamtränge in der Moguls-Disziplinenwertung. Beim Demonstrationswettbewerb im Rahmen der Olympischen Spiele von Calgary blieb er als Elfter weit hinter den Medaillenrängen zurück. Ein Jahr später gewann er bei den Weltmeisterschaften am Oberjoch – ohne einen einzigen Weltcup-Saisonstart – die Bronzemedaille. Im Januar 1990 feierte er in Calgary knapp vier Jahre nach dem Weltmeistertitel seinen ersten von insgesamt drei Weltcupsiegen. Bei den Weltmeisterschaften in Lake Placid konnte er nicht mehr an frühere Erfolge anknüpfen und belegte Rang 14. Seinen letzten Wettkampf bestritt Berthon im Rahmen der Olympischen Spiele 1992 in Albertville, wo er eine Medaille als Vierter um 0,03 Punkte verpasste. Danach beendete er seine Karriere im Leistungssport.
Éric Berthon leitet eine Skischule in Montvalezan.

## Erfolge

### Olympische Spiele
- Calgary 1988: 11. Moguls (Demonstrationswettbewerb)
- Albertville 1992: 4. Moguls

### Weltmeisterschaften
- Tignes 1986: 1. Moguls
- Oberjoch 1989: 3. Moguls
- Lake Placid 1991: 14. Moguls

### Weltcupwertungen
| Saison  | Gesamt | Gesamt | Moguls | Moguls |
| Saison  | Platz  | Punkte | Platz  | Punkte |
| ------- | ------ | ------ | ------ | ------ |
| 1984    | 85.    | 2      | 39.    | 11     |
| 1984/85 | 22.    | 20     | 6.     | 142    |
| 1985/86 | 22.    | 21     | 4.     | 85     |
| 1986/87 | 12.    | 23     | 2.     | 164    |
| 1987/88 | 13.    | 22     | 2.     | 157    |
| 1989/90 | 14.    | 23     | 3.     | 136    |
| 1990/91 | 12.    | 22     | 3.     | 180    |
| 1991/92 | 47.    | 12     | 14.    | 92     |

### Weltcupsiege
Berthon errang im Weltcup 24 Podestplätze, davon 3 Siege:
| Datum            | Ort       | Land       | Disziplin |
| ---------------- | --------- | ---------- | --------- |
| 28. Januar 1990  | Calgary   | Kanada     | Moguls    |
| 16. März 1990    | La Clusaz | Frankreich | Moguls    |
| 6. Dezember 1990 | Tignes    | Frankreich | Moguls    |

### Weitere Erfolge
- Europameister im Moguls 1987
- Silber bei den Europameisterschaften im Moguls 1990